# Giro d'Italia 2007
Il Giro d'Italia 2007, novantesima edizione della "Corsa Rosa", si svolse in 21 tappe dal 12 maggio al 3 giugno 2007, per un totale di 3 486,2 km, e fu vinto da Danilo Di Luca.
Di Luca, abruzzese della Liquigas, si impose in 92 ore, 59 minuti e 39 secondi (alla media di 37,515 km/h), precedendo nella classifica finale il lussemburghese Andy Schleck (CSC) di 1'55" e il veterano Eddy Mazzoleni (Astana) di 2'25".
Di Luca si aggiudicò due tappe, la quinta, con arrivo al Santuario di Montevergine, e la dodicesima, con arrivo a Briançon, più la cronometro a squadre de La Maddalena, vinta dalla Liquigas. Soprattutto nelle ultime frazioni mostrò le sue qualità di passista, amministrando il vantaggio accumulato in precedenza e replicando agli attacchi degli avversari, in particolare dei corridori della Saunier Duval-Prodir, aggiudicatisi quattro tappe e piazzatisi al primo posto nella classifica a squadre.

## Tappe
| Tappa  | Data      | Percorso                                        | km      | Vincitore di tappa  | Leader cl. generale |
| ------ | --------- | ----------------------------------------------- | ------- | ------------------- | ------------------- |
| 1ª     | 12 maggio | Caprera > La Maddalena (cron. a squadre)        | 25,6    | Liquigas            | Enrico Gasparotto   |
| 2ª     | 13 maggio | Tempio Pausania > Bosa                          | 205     | Robbie McEwen       | Danilo Di Luca      |
| 3ª     | 14 maggio | Barumini > Cagliari                             | 181     | Robert Förster      | Enrico Gasparotto   |
|        | 15 maggio | giorno di riposo                                |         |                     |                     |
| 4ª     | 16 maggio | Salerno > Montevergine di Mercogliano           | 153     | Danilo Di Luca      | Danilo Di Luca      |
| 5ª     | 17 maggio | Teano > Frascati                                | 173     | Robert Förster      | Danilo Di Luca      |
| 6ª     | 18 maggio | Tivoli > Spoleto                                | 177     | Luis Laverde        | Marco Pinotti       |
| 7ª     | 19 maggio | Spoleto > Scarperia (Autodromo del Mugello)     | 254     | Thor Hushovd        | Marco Pinotti       |
| 8ª     | 20 maggio | Barberino di Mugello > Fiorano Modenese         | 200     | Kurt Asle Arvesen   | Marco Pinotti       |
| 9ª     | 21 maggio | Reggio Emilia > Lido di Camaiore                | 177     | Danilo Napolitano   | Marco Pinotti       |
| 10ª    | 22 maggio | Lido di Camaiore > Madonna della Guardia        | 250     | Leonardo Piepoli    | Andrea Noè          |
| 11ª    | 23 maggio | Serravalle Scrivia > Pinerolo                   | 198     | Gabriele Balducci   | Andrea Noè          |
| 12ª    | 24 maggio | Scalenghe > Briançon (FRA)                      | 163     | Danilo Di Luca      | Danilo Di Luca      |
| 13ª    | 25 maggio | Biella > Santuario di Oropa (cron. individuale) | 12,6    | Marzio Bruseghin    | Danilo Di Luca      |
| 14ª    | 26 maggio | Cantù > Bergamo                                 | 192     | Stefano Garzelli    | Danilo Di Luca      |
| 15ª    | 27 maggio | Trento > Tre Cime di Lavaredo                   | 184     | Riccardo Riccò      | Danilo Di Luca      |
|        | 28 maggio | giorno di riposo                                |         |                     |                     |
| 16ª    | 29 maggio | Agordo > Lienz (AUT)                            | 189     | Stefano Garzelli    | Danilo Di Luca      |
| 17ª    | 30 maggio | Lienz (AUT) > Monte Zoncolan                    | 142     | Gilberto Simoni     | Danilo Di Luca      |
| 18ª    | 31 maggio | Udine > Riese Pio X                             | 203     | Maximiliano Richeze | Danilo Di Luca      |
| 19ª    | 1º giugno | Treviso > Comano Terme                          | 179     | Iban Mayo           | Danilo Di Luca      |
| 20ª    | 2 giugno  | Bardolino > Verona (cron. individuale)          | 43      | Paolo Savoldelli    | Danilo Di Luca      |
| 21ª    | 3 giugno  | Vestone > Milano                                | 185     | Maximiliano Richeze | Danilo Di Luca      |
| Totale | Totale    | Totale                                          | 3 486,2 |                     |                     |

## Squadre e corridori partecipanti
| N.      | Cod. | Squadra                    |
| ------- | ---- | -------------------------- |
| 1-9     | QSI  | Quick Step-Innergetic      |
| 11-19   | AST  | Astana                     |
| 21-29   | SDV  | Saunier Duval-Prodir       |
| 31-39   | LAM  | Lampre-Fondital            |
| 41-49   | ASA  | Acqua & Sapone             |
| 51-59   | A2R  | AG2R Prévoyance            |
| 61-69   | BTL  | Bouygues Télécom           |
| 71-79   | GCE  | Caisse d'Epargne           |
| 81-89   | PAN  | Ceramiche Panaria-Navigare |
| 91-99   | COF  | Cofidis                    |
| 101-109 | C.A  | Crédit Agricole            |

| N.      | Cod. | Squadra                |
| ------- | ---- | ---------------------- |
| 111-119 | DSC  | Discovery Channel      |
| 121-129 | EUS  | Euskaltel-Euskadi      |
| 131-139 | FDJ  | Française des Jeux     |
| 141-149 | GST  | Gerolsteiner           |
| 151-159 | LIQ  | Liquigas               |
| 161-169 | PRL  | Predictor-Lotto        |
| 171-179 | RAB  | Rabobank               |
| 181-189 | CSC  | Team CSC               |
| 191-199 | MRM  | Team Milram            |
| 201-209 | TCS  | Tinkoff Credit Systems |
| 211-219 | TMO  | T-Mobile Team          |

## Resoconto degli eventi

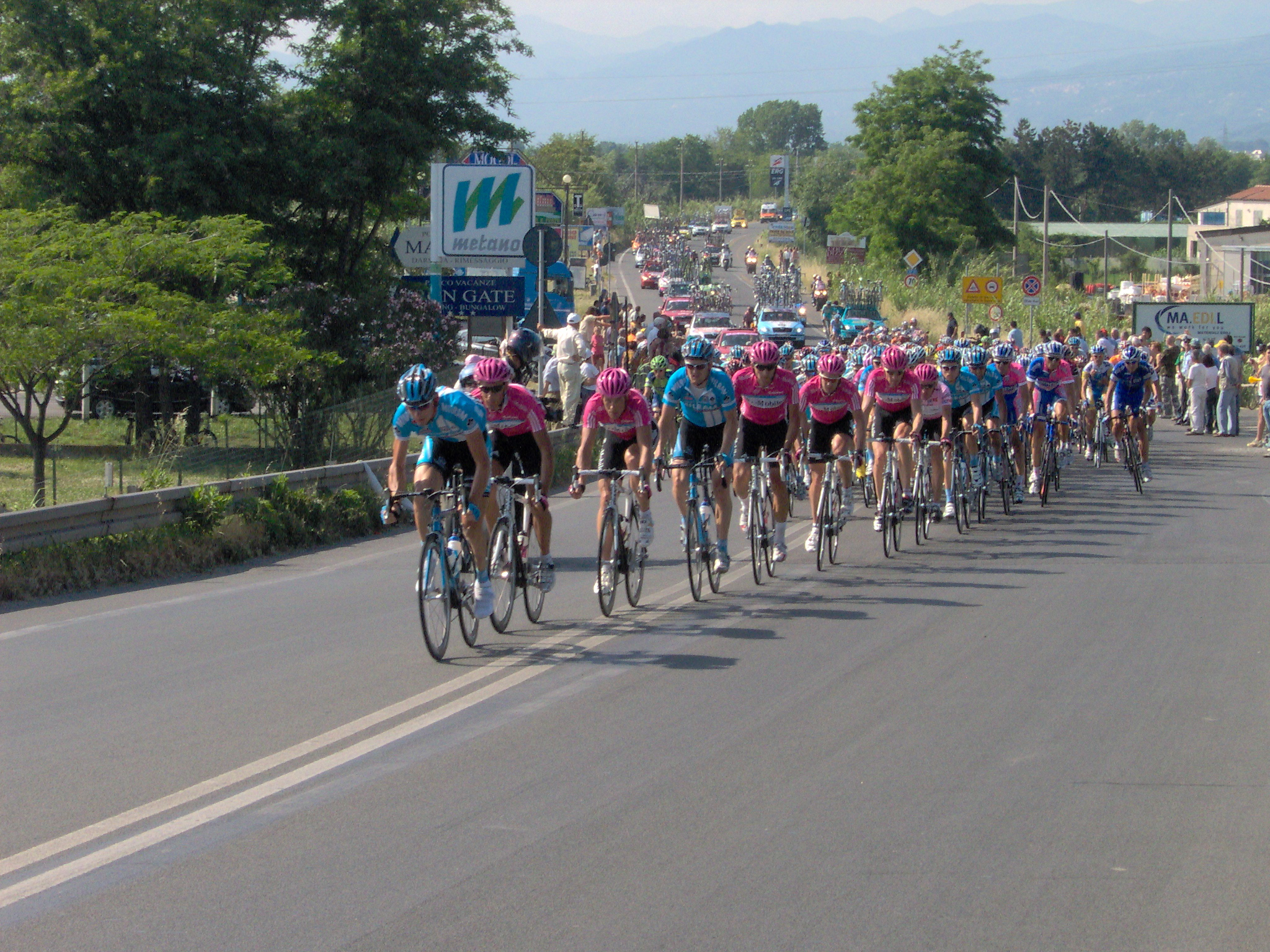
Il gruppo impegnato nella 9ª tappa da Reggio Emilia a Lido di Camaiore, nei pressi di Sarzana.

Il Giro aveva preso il via dalla Sardegna l'ultima volta nel 1991. Caprera fu scelta come località di partenza per commemorare il bicentenario della nascita di Giuseppe Garibaldi, sepolto proprio nell'isola.
La Cima Coppi fu ancora una volta il Colle dell'Agnello (quota 2.744 m, scalato nella 12ª tappa). Rispetto ai passati percorsi, poco spazio fu riservato ad arrivi per velocisti (cinque vinti da Alessandro Petacchi). Ben cinque gli arrivi in salita, tre le cronometro (di cui una a squadre - 1ª tappa - e una cronoscalata - al Santuario d'Oropa posto alla 13ª tappa).
Due i giorni di riposo: il 15 (per permettere il trasferimento degli atleti dalla Sardegna alla Penisola) e il 28 maggio (dopo la "fase" dolomitica). Due furono anche gli sconfinamenti: durante la 12ª tappa si arrivò a Briançon, in Francia, mentre il 29 maggio (16ª tappa) si giunse in Austria, a Lienz.
In questa edizione del Giro fu reintrodotta la maglia bianca (mancava dal 1994, con Evgenij Berzin ultimo vincitore di questa speciale classifica) che premiò Andy Schleck come il corridore più giovane (nato dal 1982 in poi) meglio piazzato in classifica generale.
198 furono i corridori iscritti (197 partenti), suddivisi in 22 squadre (19 del circuito UCI ProTour, 3 invitate) da 9 componenti ciascuna.
Il numero uno, assegnato solitamente al corridore vincitore della precedente edizione, fu consegnato a Paolo Bettini (detentore della maglia iridata), poiché Ivan Basso non prese parte alla kermesse. Ultimo della classifica, al 141º posto, giunse il giovane Oscar Gatto (Gerolsteiner) a 3.41'39" da Di Luca.
Il corridore più anziano del Giro 2007 fu Andrea Noè, che a 38 anni vestì anche la maglia rosa; il più giovane Ivan Rovny della Tinkoff, classe 1987.

## Gli abbuoni
Erano previsti abbuoni (salvo per le tappe a cronometro) all'arrivo di 20, 12 e 8 secondi ai primi 3 classificati e ai Traguardi Garibaldi (6", 4" e 2"), che andarono a sostituire in questa edizione i traguardi Intergiro e Gazzetta 110.
Contrariamente alle precedenti stagioni, per quanto riguarda la Classifica Garibaldi, traguardo (vinto dal russo della Tinkoff Michail Ignat'ev) non fu assegnata alcuna maglia.

## Dettagli delle tappe

### 1ª tappa
- 12 maggio: Caprera > La Maddalena – cronometro a squadre – 25,6 km

Risultati
| Pos. | Squadra  | Tempo  |
| ---- | -------- | ------ |
| 1    | Liquigas | 33'38" |
| 2    | Astana   | a 13"  |
| 3    | Team CSC | a 30"  |

| Pos. | Corridore         | Squadra  | Tempo  |
| ---- | ----------------- | -------- | ------ |
| 1    | Enrico Gasparotto | Liquigas | 33'38" |
| 2    | Danilo Di Luca    | Liquigas | s.t.   |
| 3    | Vincenzo Nibali   | Liquigas | s.t.   |

Descrizione e riassunto
Cronometro a squadre, disputata su un percorso vallonato (pendenze massime 10% a metà percorso) e tecnico disposto tra le isole dell'omonimo arcipelago.
La tappa è stata vinta dalla Liquigas di Danilo Di Luca, che ha staccato l'Astana capitanata da Paolo Savoldelli ed Eddy Mazzoleni di 13". La maglia rosa è andata ad Enrico Gasparotto, altro uomo Liquigas, primo della sua squadra a tagliare il traguardo di La Maddalena. Diverse le cadute, tra cui quella di Yaroslav Popovych (Discovery Channel), senza conseguenze.

### 2ª tappa
- 13 maggio: Tempio Pausania > Bosa – 205 km

Risultati
| Pos. | Corridore           | Squadra     | Tempo   |
| ---- | ------------------- | ----------- | ------- |
| 1    | Robbie McEwen       | Predictor   | 5h7'13" |
| 2    | Paolo Bettini       | Quick Step  | s.t.    |
| SQ   | Alessandro Petacchi | Team Milram | s.t.    |

| Pos. | Corridore         | Squadra  | Tempo    |
| ---- | ----------------- | -------- | -------- |
| 1    | Danilo Di Luca    | Liquigas | 5h40'51" |
| 2    | Enrico Gasparotto | Liquigas | s.t.     |
| 3    | Vincenzo Nibali   | Liquigas | s.t.     |

Descrizione e riassunto
Il percorso odierno ha seguito la costa nord - occidentale sarda. Dopo il passaggio da Alghero, lievi strappi con discese tecniche fino all'arrivo.
Un gruppo di fuggitivi della "prima ora", sgranatosi, è stato raggiunto ad una decina di chilometri da Bosa dal plotone. Diversi scatti sono susseguiti fino agli ultimi chilometri, ma la Milram ha tirato il gruppo alla volata, nonostante una drammatica caduta ai 1200 m dall'arrivo. La vittoria di tappa è andata a Robbie McEwen, che ha avuto la meglio su Paolo Bettini e Alessandro Petacchi. Danilo Di Luca, per il computo dei migliori piazzamenti, indossa il simbolo del primato.

### 3ª tappa
- 14 maggio: Barumini > Cagliari – 181 km

Risultati
| Pos. | Corridore           | Squadra      | Tempo    |
| ---- | ------------------- | ------------ | -------- |
| SQ   | Alessandro Petacchi | Team Milram  | 4h22'57" |
| 1    | Robert Förster      | Gerolsteiner | s.t.     |
| 2    | Maximiliano Richeze | Cer. Panaria | s.t.     |

| Pos. | Corridore         | Squadra  | Tempo     |
| ---- | ----------------- | -------- | --------- |
| 1    | Enrico Gasparotto | Liquigas | 10h03'48" |
| 2    | Danilo Di Luca    | Liquigas | s.t.      |
| 3    | Andrea Noè        | Liquigas | s.t.      |

Descrizione e riassunto

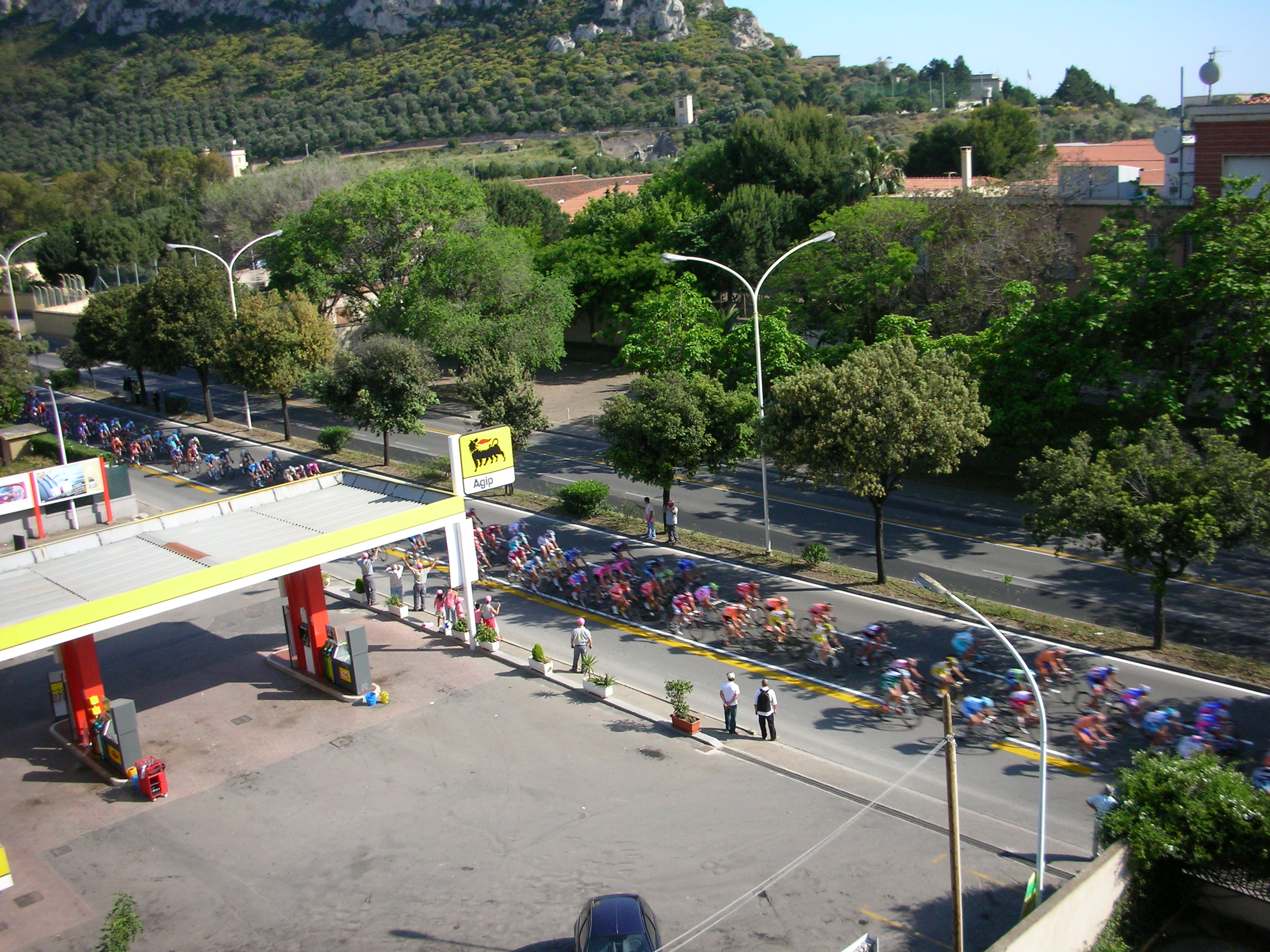
Il gruppo (Gasparotto in rosa) si prepara per la volata di Cagliari.

La frazione si è svolta in buona parte nella neonata (oggi soppressa) provincia del Medio Campidano, per concludersi a Cagliari. Dopo il passaggio da Villasimius, il percorso ondulato lascia spazio ad una lunga pianura, fino all'arrivo. L'ultimo chilometro era in lastricato.
La tappa è stata movimentata da una fuga di cinque corridori al primo chilometro. In due (Giovanni Visconti della Quick Step-Innergetic e Michail Ignat'ev della Tinkoff) hanno resistito fino a 4 km dall'arrivo, dove Alessandro Petacchi si è imposto in volata, guadagnando anche la maglia ciclamino. La maglia di leader torna a Gasparotto, sempre grazie ai migliori piazzamenti.

### 4ª tappa

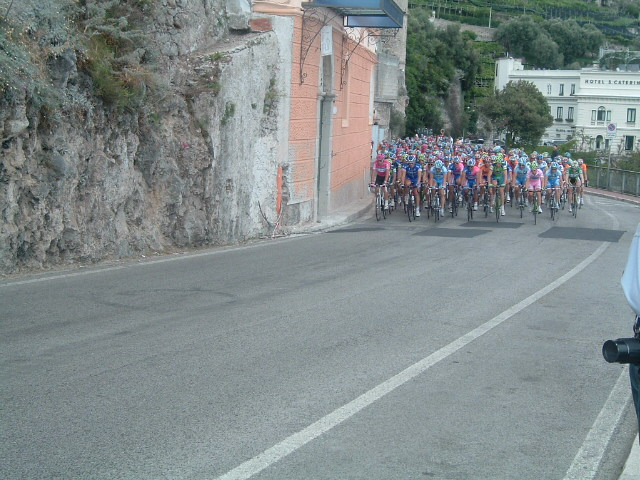
Passaggio del gruppo ad Amalfi.

- 16 maggio: Salerno > Santuario di Montevergine di Mercogliano – 153 km

Risultati
| Pos. | Corridore      | Squadra       | Tempo    |
| ---- | -------------- | ------------- | -------- |
| 1    | Danilo Di Luca | Liquigas      | 4h22'42" |
| 2    | Riccardo Riccò | Saunier Duval | s.t.     |
| 3    | Damiano Cunego | Lampre        | s.t.     |

| Pos. | Corridore         | Squadra  | Tempo     |
| ---- | ----------------- | -------- | --------- |
| 1    | Danilo Di Luca    | Liquigas | 14h26'10" |
| 2    | Franco Pellizotti | Liquigas | a 26"     |
| 3    | Andrea Noè        | Liquigas | a 35"     |

Descrizione e riassunto
La tappa ha seguito la Costiera amalfitana e la Penisola sorrentina, dove era posto sul Picco Sant'Angelo il GPM di terza categoria. Dopo essere giunti nell'entroterra campano e passati per Avellino, parte la salita del Santuario di Montevergine: 14 km al 5% di pendenza media. L'ultimo a vincere in questa sede (che ha visto tre volte l'arrivo del Giro) fu Damiano Cunego nel 2004.
La frazione è stata vinta da Danilo Di Luca (che guadagna la maglia rosa) in una volata ristretta su Riccò e Cunego. Inconcludenti la fuga da lontano di tre atleti (tra cui Pavel Brutt che guadagna punti utili alla classifica GPM) e vari scatti dal gruppo sull'ultima ascesa (importante quella di Julio Alberto Pérez Cuapio). Una caduta ai 70 km dall'arrivo, causa pioggia, ha coinvolto circa 60 corridori, tra cui Axel Merckx, Enrico Gasparotto e Paolo Bettini.

### 5ª tappa
- 17 maggio: Teano > Frascati – 173 km

Risultati
| Pos. | Corridore           | Squadra         | Tempo    |
| ---- | ------------------- | --------------- | -------- |
| 1    | Robert Förster      | Gerolsteiner    | 4h17'02" |
| 2    | Thor Hushovd        | Crédit Agricole | s.t.     |
| SQ   | Alessandro Petacchi | Team Milram     | s.t.     |

| Pos. | Corridore         | Squadra  | Tempo     |
| ---- | ----------------- | -------- | --------- |
| 1    | Danilo Di Luca    | Liquigas | 18h43'12" |
| 2    | Franco Pellizotti | Liquigas | a 26"     |
| 3    | Andrea Noè        | Liquigas | a 35"     |

Descrizione e riassunto
Il Giro dedicato a Giuseppe Garibaldi ha tra le sedi di partenza di tappa Teano. Il percorso della frazione, pressoché piatto, sfiora Cassino e attraversa la Provincia di Frosinone, per terminare a Frascati (già sede d'arrivo di tappa di Giro e Tirreno-Adriatico e dei campionati del mondo nel '55). Unica asperità una salitella a 17 km dal traguardo (terza categoria).
La tappa si è conclusa in volata. Buffaz e Ignatiev tentano la fuga da lontano, con il primo che non mantiene il passo del russo. Entrambi vengono ripresi e, ai 20 km dal traguardo, inizia una serie di scatti (prima Rabon, poi Sella - primo sul GPM - e Serrano), conclusasi con il tentativo di Aggiano a 3 km. In volata si impone Robert Förster (Gerolsteiner) su Hushovd e Petacchi (che riprende la ciclamino).

### 6ª tappa
- 18 maggio: Tivoli > Spoleto – 177 km

Risultati
| Pos. | Corridore       | Squadra         | Tempo    |
| ---- | --------------- | --------------- | -------- |
| 1    | Luis Laverde    | Cer. Panaria    | 4h58'23" |
| 2    | Marco Pinotti   | T-Mobile Team   | s.t.     |
| 3    | Christophe Kern | Crédit Agricole | a 1'30"  |

| Pos. | Corridore      | Squadra       | Tempo     |
| ---- | -------------- | ------------- | --------- |
| 1    | Marco Pinotti  | T-Mobile Team | 23h44'32" |
| 2    | Hubert Schwab  | Quick Step    | a 3'30"   |
| 3    | Danilo Di Luca | Liquigas      | a 4'12"   |

Descrizione e riassunto
Percorso movimentato, con le scalate del Terminillo (vetta storica del Giro) a metà strada, della Forca Capistrello e della Forca di Cerro, la cui ascesa presentava uno strappo del 17%. La corsa rosa non transitava dal 2004 a Spoleto (vittoria di Robbie McEwen).
Prima fuga in porto del Giro 2007. Cinque i fuggitivi, che ottengono sulla seconda ascesa un vantaggio massimo di 7' 55" sul gruppo maglia rosa. Nel tratto duro della Forca di Cerro, il gruppo di testa si fraziona, lasciando strada libera a Marco Pinotti (T-Mobile) e Luis Felipe Laverde Jimenez (Ceramiche Panaria - Navigare). I due arrivano per primi a Spoleto, con Pinotti che cede la vittoria al colombiano, accontentandosi della maglia rosa, strappata a Danilo Di Luca. Il gruppo trainato da Alessandro Petacchi giunge a 7'09".

### 7ª tappa
- 19 maggio: Spoleto > Autodromo del Mugello – 254 km

Risultati
| Pos. | Corridore           | Squadra         | Tempo    |
| ---- | ------------------- | --------------- | -------- |
| SQ   | Alessandro Petacchi | Team Milram     | 6h14'44" |
| 1    | Thor Hushovd        | Crédit Agricole | s.t.     |
| 2    | Paolo Bettini       | Quick Step      | s.t.     |

| Pos. | Corridore      | Squadra       | Tempo     |
| ---- | -------------- | ------------- | --------- |
| 1    | Marco Pinotti  | T-Mobile Team | 29h59'16" |
| 2    | Hubert Schwab  | Quick Step    | a 3'30"   |
| 3    | Danilo Di Luca | Liquigas      | a 4'12"   |

Descrizione e riassunto
È la tappa più lunga del Giro, che ha presentato come unica asperità il valico Croce a Mori, salita lunga ma impercettibile. L'arrivo è posto nell'Autodromo del Mugello, percorso interamente dai corridori, dove si è arrivati già nel Giro del '77.
Nella lunga tappa, dopo 40 km parte una fuga di quattro corridori, che acquisiscono un vantaggio massimo di 11' sul gruppo della maglia rosa. Quest'ultimo impone successivamente un ritmo veloce, andando a riprendere i fuggitivi e garantendo un arrivo in volata: sulla linea d'arrivo del Mugello, s'impone Alessandro Petacchi, su Thor Hushovd e Paolo Bettini.

### 8ª tappa
- 20 maggio: Barberino di Mugello > Fiorano Modenese – 200 km

Risultati
| Pos. | Corridore         | Squadra    | Tempo    |
| ---- | ----------------- | ---------- | -------- |
| 1    | Kurt Asle Arvesen | Team CSC   | 4h44'59" |
| 2    | Paolo Bettini     | Quick Step | s.t.     |
| 3    | Assan Bazayev     | Astana     | s.t.     |

| Pos. | Corridore       | Squadra       | Tempo     |
| ---- | --------------- | ------------- | --------- |
| 1    | Marco Pinotti   | T-Mobile Team | 34h48'34" |
| 2    | Andrea Noè      | Liquigas      | a 28"     |
| 3    | Sergej Jakovlev | Astana        | a 54"     |

Descrizione e riassunto
Percorso divisibile in due parti: la prima presenta due scalate (Passi della Futa e Sestola) con molti mangia e bevi (2000 m complessivi di dislivello); la seconda è totalmente pianeggiante fino al traguardo di Fiorano, sotto il quale si è passati due volte. Ai 20 km dall'arrivo, si è percorso il Circuito della Ferrari.
Dopo 24 km è partita una fuga di 27 corridori (tra cui Bettini, Sella, Hincapie, Bruseghin e Noè), poi ridotti a 22 (Riccò era tra questi), andata in porto. Arvesen ha battuto Bettini (che, a sua volta si era lanciato all'inseguimento di Sella) allo sprint, prendendone bene la scia. La maglia rosa, Pinotti, arriva in gruppo a 4' 19", quanto basta per mantenerla. Molto più indietro McEwen, a 24', in difficoltà già sulla prima ascesa.

### 9ª tappa
- 21 maggio: Reggio Emilia > Lido di Camaiore – 177 km

Risultati
| Pos. | Corridore           | Squadra     | Tempo    |
| ---- | ------------------- | ----------- | -------- |
| 1    | Danilo Napolitano   | Lampre      | 4h57'08" |
| 2    | Robbie McEwen       | Predictor   | s.t.     |
| SQ   | Alessandro Petacchi | Team Milram | s.t.     |

| Pos. | Corridore       | Squadra       | Tempo     |
| ---- | --------------- | ------------- | --------- |
| 1    | Marco Pinotti   | T-Mobile Team | 39h45'42" |
| 2    | Andrea Noè      | Liquigas      | a 28"     |
| 3    | Sergej Jakovlev | Astana        | a 54"     |

Descrizione e riassunto
Anche questa tappa ha presentato un tratto collinare (con un GPM), nello scavalcare l'Appennino, e un altro in piano, lungo la Versilia. L'ultima volta che il Giro è arrivato a Camaiore era il 2002.
Il gruppo ha proceduto ad andatura amatoriale fino al GPM, dove sono partiti lungo la discesa cinque corridori, ridottisi a quattro. I fuggitivi sono stati poi ripresi a 5 km dall'arrivo dal plotone, regolato in volata da Danilo Napolitano (Lampre - Fondital) su McEwen e Petacchi.

### 10ª tappa

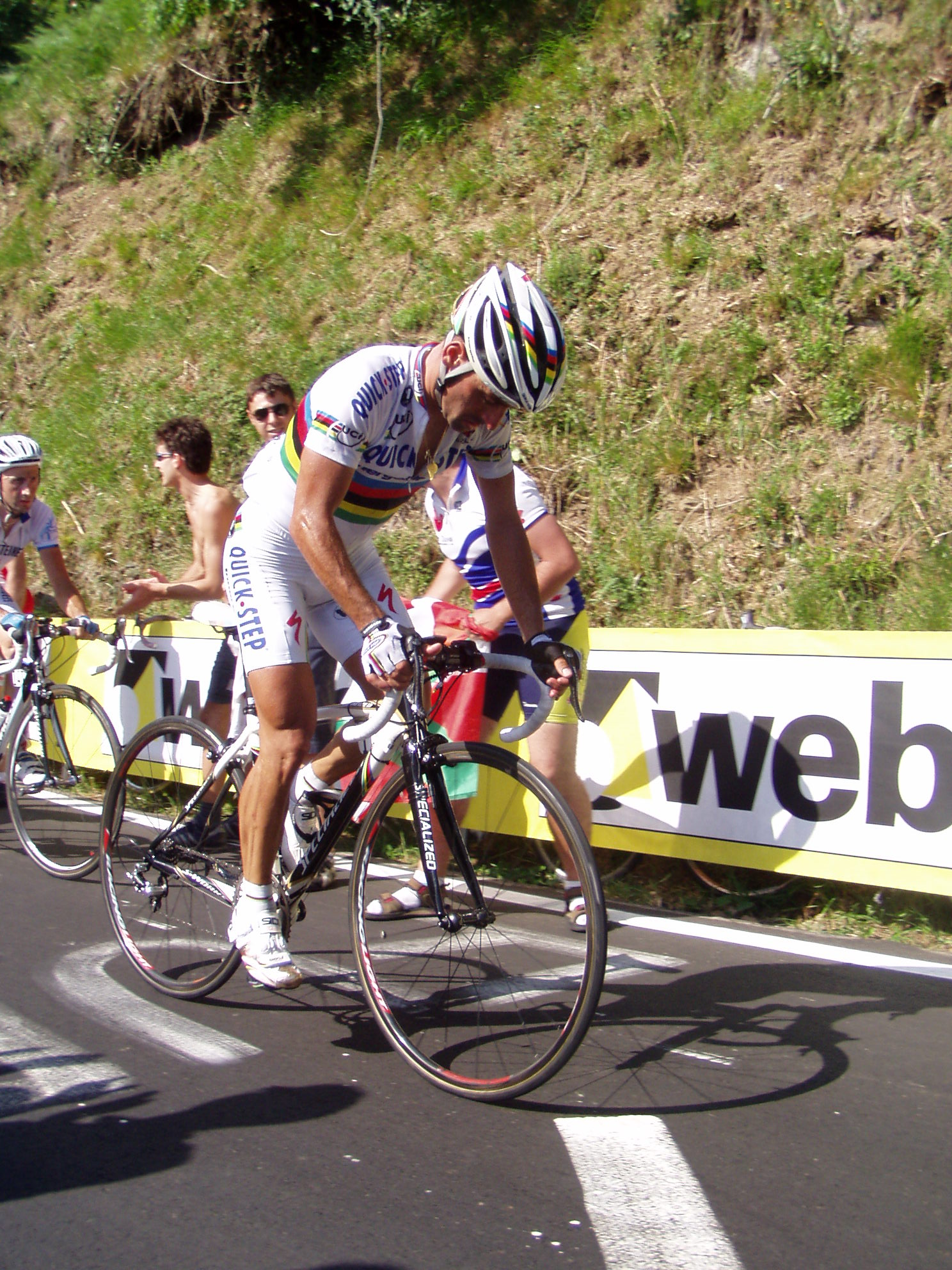
Paolo Bettini nell'ascesa verso il Santuario. Già in ritardo nei confronti dei primi, è seguito da Davide Rebellin.

- 22 maggio: Lido di Camaiore > Santuario della Madonna della Guardia – 250 km

Risultati
| Pos. | Corridore        | Squadra       | Tempo    |
| ---- | ---------------- | ------------- | -------- |
| 1    | Leonardo Piepoli | Saunier Duval | 6h19'07" |
| 2    | Danilo Di Luca   | Liquigas      | a 18"    |
| 3    | Andy Schleck     | Team CSC      | a 27"    |

| Pos. | Corridore        | Squadra      | Tempo     |
| ---- | ---------------- | ------------ | --------- |
| 1    | Andrea Noè       | Liquigas     | 46h06'09" |
| 2    | Marzio Bruseghin | Lampre       | a 1'08"   |
| 3    | David Arroyo     | C. d'Epargne | a 1'15"   |

Descrizione e riassunto
La tappa ha percorso la Riviera ligure fino a Genova, passando per le Cinque Terre e sorvolando Portofino. 3 Gran Premi della montagna, compreso l'inedito arrivo in salita della Madonna della Guardia.
Una fuga di 6 corridori (tra cui George Hincapie) anima buona parte della corsa dal 70° chilometro. Il gruppo tira e raggiunge i battistrada sull'ultima salita. Qui rompe gli indugi prima Danilo Di Luca (Liquigas), che subito si rialza, poi Andy Schleck (CSC) in compagnia di Emanuele Sella (Ceramiche Panaria), ripresi da uno scatto secco di Leonardo Piepoli (Saunier Duval). I suoi compagni Riccardo Riccò e Gilberto Simoni controllano la situazione, rilasciando Di Luca (2°). Alle spalle di Piepoli, arrivano alla spicciolata. Andrea Noè è nuova maglia rosa a 38 anni.

### 11ª tappa
- 23 maggio: Serravalle Scrivia > Pinerolo – 198 km

Risultati
| Pos. | Corridore           | Squadra      | Tempo    |
| ---- | ------------------- | ------------ | -------- |
| SQ   | Alessandro Petacchi | Team Milram  | 5h46'59" |
| 1    | Gabriele Balducci   | Acqua & Sap. | s.t.     |
| 2    | Robbie McEwen       | Predictor    | s.t.     |

| Pos. | Corridore        | Squadra      | Tempo     |
| ---- | ---------------- | ------------ | --------- |
| 1    | Andrea Noè       | Liquigas     | 51h53'08" |
| 2    | Marzio Bruseghin | Lampre       | a 1'08"   |
| 3    | David Arroyo     | C. d'Epargne | a 1'15"   |

Descrizione e riassunto
Classica tappa di trasferimento, completamente pianeggiante, ad un giorno dalla prima tappa alpina. Si arriva a Pinerolo, dove nel Giro del '49 Fausto Coppi compì una delle sue imprese più celebri.
Il gruppo è rimasto tranquillo sul percorso, riprendendo l'unico fuggitivo di giornata (Buffaz della Cofidis, colto nella fuga da una crisi dovuta allo stress) ai meno 15. Arrivo in volata, sull'asfalto umido: Petacchi vince su Balducci e McEwen, ma proprio sulla linea d'arrivo cade Trussov della Tinkoff, provocando l'"effetto domino" su buona parte del plotone. Coinvolto senza conseguenze Noè. Paura per Paolo Bettini e Yaroslav Popovych. Paolo Savoldelli urta la balaustra e compromette le proprie possibilità di classifica: nei giorni seguenti farà da gregario per il suo compagno Eddy Mazzoleni.

### 12ª tappa
- 24 maggio: Scalenghe > Briançon (F) – 163 km

Risultati
| Pos. | Corridore       | Squadra       | Tempo    |
| ---- | --------------- | ------------- | -------- |
| 1    | Danilo Di Luca  | Liquigas      | 4h46'39" |
| 2    | Gilberto Simoni | Saunier Duval | s.t.     |
| 3    | Andy Schleck    | Team CSC      | a 7"     |

| Pos. | Corridore        | Squadra      | Tempo     |
| ---- | ---------------- | ------------ | --------- |
| 1    | Danilo Di Luca   | Liquigas     | 56h42'25" |
| 2    | Marzio Bruseghin | Lampre       | a 1'03"   |
| 3    | David Arroyo     | C. d’Epargne | a 1'16"   |

Descrizione e riassunto
La frazione ha presentato la Cima Coppi (Colle dell'Agnello, 2744 m), la scalata dell'Izoard e il muro finale di 1,5 km a Briançon. Primo sconfinamento del Giro 2007.
Dopo 14 km scattano in due (Le Boulanger e Riblon), guadagnando un vantaggio massimo di 17' 30" sulle prime rampe dell'Agnello. Qui inizia il forcing della Saunier Duval - Prodir, che screma il corposo gruppo degli inseguitori, con Riccardo Riccò che, esaurito il suo lavoro, perde contatto. Rimangono appena in 7 a seguire i battistrada sull'Izoard, dove questi ultimi verranno ripresi alla spicciolata e dove toccherà a Stefano Garzelli e Leonardo Piepoli cedere. A Briançon scatta Di Luca: gli resiste solo Gilberto Simoni, che comunque verrà sconfitto dall'atleta abruzzese per circa mezza bicicletta.

### 13ª tappa
- 25 maggio: Biella > Santuario di Oropa - cronometro individuale – 12,8 km

Risultati
| Pos. | Corridore        | Squadra       | Tempo  |
| ---- | ---------------- | ------------- | ------ |
| 1    | Marzio Bruseghin | Lampre        | 28'55" |
| 2    | Leonardo Piepoli | Saunier Duval | a 1"   |
| 3    | Danilo Di Luca   | Liquigas      | a 8"   |

| Pos. | Corridore        | Squadra  | Tempo     |
| ---- | ---------------- | -------- | --------- |
| 1    | Danilo Di Luca   | Liquigas | 57h10'25" |
| 2    | Marzio Bruseghin | Lampre   | a 55"     |
| 3    | Andy Schleck     | Team CSC | a 1'57"   |

Descrizione e riassunto
Breve cronoscalata da Biella al Santuario di Oropa lunga 12,8 km che presenta pendenze massime del 13%. L'ultima volta il Giro vi giunse nel '99, con una delle ultime vittorie di Marco Pantani.
La cronometro è stata vinta da Marzio Bruseghin, campione italiano di specialità, che si è imposto su Leonardo Piepoli per un solo secondo e guadagna il secondo posto in "generale". Con 8" di ritardo, Danilo Di Luca (terzo di giornata), mantiene il possesso di maglia rosa e verde. Buone le prestazioni degli scalatori, solitamente meno capaci nelle classiche cronometro.

### 14ª tappa
- 26 maggio: Cantù > Bergamo – 192 km

Risultati
| Pos. | Corridore        | Squadra       | Tempo    |
| ---- | ---------------- | ------------- | -------- |
| 1    | Stefano Garzelli | Acqua & Sap.  | 4h58'34" |
| 2    | Gilberto Simoni  | Saunier Duval | s.t.     |
| 3    | Paolo Bettini    | Quick Step    | s.t.     |

| Pos. | Corridore        | Squadra  | Tempo     |
| ---- | ---------------- | -------- | --------- |
| 1    | Danilo Di Luca   | Liquigas | 62h10'40" |
| 2    | Marzio Bruseghin | Lampre   | a 55"     |
| 3    | Andy Schleck     | Team CSC | a 1'57"   |

Descrizione e riassunto
Tappa di 198 km da Cantù a Bergamo, che ripercorre a grandi linee il Giro di Lombardia. Si è affrontata la salita più lunga del Giro, il Passo di San Marco (26,7 km).
Sul Passo San Marco, dopo pochi chilometri, partono in fuga 11 corridori, tra cui Paolo Bettini e Kurt-Asle Arvesen (già protagonisti nella tappa di Fiorano). Nella discesa successiva escono i compagni di squadra Paolo Savoldelli ed Eddy Mazzoleni; subito a ruota Stefano Garzelli e Gilberto Simoni, che raggiungono i battistrada. Sulla seconda salita (Dossena) il vantaggio del gruppo di testa sul "maglia rosa" trainato da Di Luca, in compagnia di Schleck e Cunego è di 1'. Simoni tenta la sortita sullo strappo di Bergamo Alta, prendendo un discreto vantaggio su Garzelli, che lo rimonta solo negli ultimi 50 m, vincendo la frazione. Simoni guadagna 50" su Di Luca, salendo in quinta posizione.

### 15ª tappa
- 27 maggio: Trento > Tre Cime di Lavaredo – 184 km

Risultati
| Pos. | Corridore        | Squadra       | Tempo    |
| ---- | ---------------- | ------------- | -------- |
| 1    | Riccardo Riccò   | Saunier Duval | 5h47'22" |
| 2    | Leonardo Piepoli | Saunier Duval | s.t.     |
| 3    | Iván Parra       | Cofidis       | a 10"    |

| Pos. | Corridore      | Squadra  | Tempo     |
| ---- | -------------- | -------- | --------- |
| 1    | Danilo Di Luca | Liquigas | 68h00'55" |
| 2    | Eddy Mazzoleni | Astana   | a 1'51"   |
| 3    | Andy Schleck   | Team CSC | a 2'56"   |

Descrizione e riassunto
Classica tappa dolomitica, prima del secondo giorno di riposo, con la scalata di 4 GPM, compreso l'arrivo in salita (Passo San Pellegrino, Passo Giau, Passo Tre Croci e l'arrivo delle Tre Cime di Lavaredo). Oltre 5000 i metri di dislivello, con l'ultima ascesa che presenta punte massime del 18%. Diciotto anni fa (ultima volta che il Giro ha fatto tappa sopra Misurina) si impose il colombiano Herrera.
Tappa movimentata sulla prima ascesa, grazie alla fuga di Riccardo Riccò e Leonardo Piepoli della Saunier Duval, subito agganciati da Iván Parra e Julio Alberto Pérez Cuapio. I quattro rimontano sui fuggitivi della prima ora, guadagnando un vantaggio massimo di 4' 10" sulla maglia rosa. Danilo Di Luca rimane senza gregari sulle successive salite, ed è costretto a difendersi e tirare un ristretto plotone. Nella discesa del Giau Savoldelli aiuta Mazzoleni a sferrare un attacco, guadagnando alcuni minuti. Quest'ultimo diventa per un breve tratto leader virtuale del Giro (con oltre 3' 15" di vantaggio su Di Luca). Sulla salita delle Tre Cime Riccò vince la tappa, affiancato dalla nuova maglia verde Piepoli; negli inseguitori Di Luca trova la forza di scattare, recuperando secondi su Mazzoleni (nuovo 2º in classifica generale) e guadagnandone altri sui corridori pretendenti al titolo.

### 16ª tappa
- 29 maggio: Agordo > Lienz (A) – 189 km

Risultati
| Pos. | Corridore        | Squadra      | Tempo    |
| ---- | ---------------- | ------------ | -------- |
| 1    | Stefano Garzelli | Acqua & Sap. | 4h34'07" |
| 2    | Laurent Mangel   | AG2R Prév.   | a 1'01"  |
| 3    | Ricardo Serrano  | Tinkoff      | s.t.     |

| Pos. | Corridore      | Squadra  | Tempo     |
| ---- | -------------- | -------- | --------- |
| 1    | Danilo Di Luca | Liquigas | 73h43'12" |
| 2    | Eddy Mazzoleni | Astana   | a 1'51"   |
| 3    | Andy Schleck   | Team CSC | a 2'56"   |

Descrizione e riassunto
Mero "trasferimento", con il passaggio sul GPM di Passo di Campolongo dopo 45 km, il varco della frontiera in Austria (secondo sconfinamento del Giro) e gli strappi che portano al Bannsberg. Da Lienz, dove nel '94 Michele Bartoli ottenne la prima vittoria nella "corsa rosa", si snoda un circuito di 15 km, completamente pianeggiante.
Il gruppo parte con "riserva": sul Passo di Campolongo si teme la neve, pertanto nessuno scatto fino a Dobbiaco. Qui Mangel (AG2R) rompe gli indugi, seguito in più riprese da una dozzina di corridori, che si compattano in più gruppetti. All'inizio degli strappi del Bannberg scatta dal plotone Stefano Garzelli, in ritardo di oltre 20' in classifica generale. Riesce a sopravanzare tutti i fuggitivi e vincere la tappa con 1' sui più immediati inseguitori e 8' 10" sulla maglia rosa, che ha lasciato spazio.

### 17ª tappa
- 30 maggio: Lienz (A) > Monte Zoncolan – 142 km

Risultati
| Pos. | Corridore        | Squadra       | Tempo    |
| ---- | ---------------- | ------------- | -------- |
| 1    | Gilberto Simoni  | Saunier Duval | 3h51'52" |
| 2    | Leonardo Piepoli | Saunier Duval | s.t.     |
| 3    | Andy Schleck     | Team CSC      | a 7"     |

| Pos. | Corridore       | Squadra       | Tempo     |
| ---- | --------------- | ------------- | --------- |
| 1    | Danilo Di Luca  | Liquigas      | 77h35'35" |
| 2    | Andy Schleck    | Team CSC      | a 2'24"   |
| 3    | Gilberto Simoni | Saunier Duval | a 2'28"   |

Descrizione e riassunto
Il percorso ha previsto il ritorno in Italia dopo il passaggio sul Passo di Monte Croce Carnico. La lunga discesa ha portato in Friuli, dove si sono scalato il muro di Tualis (3,5 km al 10%) e lo Zoncolan (10 km al 13% di media e punte del 22%), partendo da Ovaro. Gilberto Simoni vinse nel 2003 in solitaria, scalando il monte dal versante opposto e meno duro.
Dopo 40 km partono in fuga 12 corridori, tra cui Massimo Codol, Dario David Cioni e il solito Paolo Bettini. L'alta media porta gli atleti relativamente presto sulle pendici dello Zoncolan. I battistrada vengono ripresi alla spicciolata da Gilberto Simoni, Leonardo Piepoli e il sorprendente Andy Schleck, che acquisiscono margine su Damiano Cunego e un Di Luca sulla difensiva. All'ultimo chilometro, Piepoli lancia il suo capitano, che bissa il successo del 2003.

### 18ª tappa
- 31 maggio: Udine > Riese Pio X – 203 km

Risultati
| Pos. | Corridore           | Squadra      | Tempo    |
| ---- | ------------------- | ------------ | -------- |
| SQ   | Alessandro Petacchi | Team Milram  | 4h32'51" |
| 1    | Maximiliano Richeze | Cer. Panaria | s.t.     |
| 2    | Matti Breschel      | Team CSC     | s.t.     |

| Pos. | Corridore       | Squadra       | Tempo     |
| ---- | --------------- | ------------- | --------- |
| 1    | Danilo Di Luca  | Liquigas      | 82h08'26" |
| 2    | Andy Schleck    | Team CSC      | a 2'24"   |
| 3    | Gilberto Simoni | Saunier Duval | a 2'28"   |

Descrizione e riassunto
Nessuna asperità, essendo il percorso totalmente pianeggiante. Arrivati a Riese Pio X, si è percorso per due volte un anello di 17 km.
Una fuga di 7 corridori (tra cui Francisco Vila) è stata ripresa a pochi chilometri dal traguardo. Arrivo in volata con 2 cadute agli 800 e 500 metri. Alessandro Petacchi, subito al vento a causa delle suddette cadute, mantiene la posizione e vince, incrementando i punti per la maglia ciclamino.

### 19ª tappa
- 1º giugno: Treviso > Terme di Comano – 179 km

Risultati
| Pos. | Corridore         | Squadra       | Tempo    |
| ---- | ----------------- | ------------- | -------- |
| 1    | Iban Mayo         | Saunier Duval | 4h34'49" |
| 2    | Giovanni Visconti | Quick Step    | a 43"    |
| 3    | Marco Marzano     | Lampre        | a 1'04"  |

| Pos. | Corridore       | Squadra       | Tempo     |
| ---- | --------------- | ------------- | --------- |
| 1    | Danilo Di Luca  | Liquigas      | 86h46'28" |
| 2    | Andy Schleck    | Team CSC      | a 2'24"   |
| 3    | Gilberto Simoni | Saunier Duval | a 2'28"   |

Descrizione e riassunto
Per 90 km il percorso era pianeggiante. Da Schio si è saliti fino al Pian delle Fugazze (pendenze massime del 15%). Poi lunghissima discesa fino a Riva del Garda, passando per Rovereto e morbida e breve risalita verso Passo Ballino, trampolino di lancio verso il traguardo.
La bagarre inizia sul Pian delle Fugazze: Piepoli e Di Luca fanno movimento, prima dello scatto di Mazzoleni, placcato dagli uomini di classifica. Vi è selezione e molti perdono contatto nel gruppo principale. Lungo la discesa, partono in momenti diversi una dozzina di corridori. Iban Mayo rimarrà solo in testa sul Passo del Ballino, regalando la quarta vittoria per la Saunier Duval timonata da Pietro Algeri.

### 20ª tappa
- 2 giugno: Bardolino > Verona - cronometro individuale – 43 km

Risultati
| Pos. | Corridore        | Squadra  | Tempo  |
| ---- | ---------------- | -------- | ------ |
| 1    | Paolo Savoldelli | Astana   | 52'20" |
| 2    | Eddy Mazzoleni   | Astana   | a 36"  |
| 3    | David Zabriskie  | Team CSC | a 38"  |

| Pos. | Corridore      | Squadra  | Tempo     |
| ---- | -------------- | -------- | --------- |
| 1    | Danilo Di Luca | Liquigas | 87h40'45" |
| 2    | Andy Schleck   | Team CSC | a 1'55"   |
| 3    | Eddy Mazzoleni | Astana   | a 2'25"   |

Descrizione e riassunto
La terza cronometro del Giro ha seguito lo stesso percorso dei Mondiali 2004 di specialità. Il primo segmento presenta un tratto al 10% (Costermano), poi 30 chilometri pianeggianti, con arrivo nei pressi dell'Arena. Nel 1984 Francesco Moser qui vinse il suo unico Giro.
È Paolo Savoldelli a dominare l'ultima prova a tempo del Giro, anticipando il compagno di squadra Eddy Mazzoleni (che guadagna il 3º posto in classifica generale, scalzando Simoni e Cunego) e il più quotato David Zabriskie. Di Luca si difende su Schleck e ipoteca la corsa rosa.

### 21ª tappa
- 3 giugno: Vestone > Milano – 185 km

Risultati
| Pos. | Corridore           | Squadra      | Tempo    |
| ---- | ------------------- | ------------ | -------- |
| SQ   | Alessandro Petacchi | Team Milram  | 5h18'54" |
| 1    | Maximiliano Richeze | Cer. Panaria | s.t.     |
| 2    | Paolo Bettini       | Quick Step   | s.t.     |

| Pos. | Corridore      | Squadra  | Tempo     |
| ---- | -------------- | -------- | --------- |
| 1    | Danilo Di Luca | Liquigas | 92h59'39" |
| 2    | Andy Schleck   | Team CSC | a 1'55"   |
| 3    | Eddy Mazzoleni | Astana   | a 2'25"   |

Descrizione e riassunto

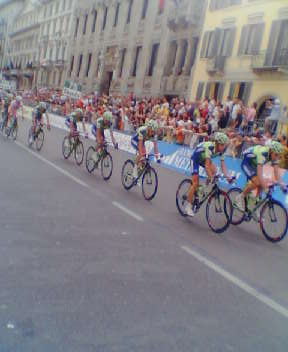
La Liquigas traina Di Luca sul traguardo di Milano.

Ultima tappa con consueto finale a Milano, con il circuito lungo 5 km di Corso Venezia da ripetere dieci volte. Unico GPM è stato il poco pericoloso Passo Tre Termini, nei pressi di Iseo.
Gli scatti dei corridori nei primi chilometri erano dovuti a "visite parenti". Passerella finale che ha portato al trionfo del Giro Danilo Di Luca e alla vittoria di tappa Alessandro Petacchi, alla quinta volata vincente.

## Evoluzione delle classifiche
| Tappa              | Vincitore                               | Classifica generale Maglia rosa | Classifica a punti Maglia ciclamino | Classifica scalatori Maglia verde | Classifica miglior giovane Maglia bianca | Trofeo Fast Team          | Trofeo Super Team         |
| ------------------ | --------------------------------------- | ------------------------------- | ----------------------------------- | --------------------------------- | ---------------------------------------- | ------------------------- | ------------------------- |
| 1ª                 | Liquigas                                | Enrico Gasparotto               | non assegnata                       | non assegnata                     | Enrico Gasparotto                        | Liquigas                  | non assegnata             |
| 2ª                 | Robbie McEwen                           | Danilo Di Luca                  | Robbie McEwen                       | Pavel Brutt                       | Enrico Gasparotto                        | Liquigas                  | Astana                    |
| 3ª                 | Alessandro Petacchi Robert Förster      | Enrico Gasparotto               | Alessandro Petacchi Robbie McEwen   | Pavel Brutt                       | Enrico Gasparotto                        | Liquigas                  | Caisse d'Epargne          |
| 4ª                 | Danilo Di Luca                          | Danilo Di Luca                  | Robbie McEwen                       | Danilo Di Luca                    | Vincenzo Nibali                          | Liquigas                  | Liquigas                  |
| 5ª                 | Robert Förster                          | Danilo Di Luca                  | Alessandro Petacchi Robbie McEwen   | Danilo Di Luca                    | Vincenzo Nibali                          | Liquigas                  | Lampre-Fondital           |
| 6ª                 | Luis Laverde                            | Marco Pinotti                   | Alessandro Petacchi Robbie McEwen   | Luis Laverde                      | Hubert Schwab                            | Ceramica Panaria-Navigare | Ceramica Panaria-Navigare |
| 7ª                 | Alessandro Petacchi Thor Hushovd        | Marco Pinotti                   | Alessandro Petacchi Robbie McEwen   | Luis Laverde                      | Hubert Schwab                            | Ceramica Panaria-Navigare | Ceramica Panaria-Navigare |
| 8ª                 | Kurt-Asle Arvesen                       | Marco Pinotti                   | Alessandro Petacchi Paolo Bettini   | Luis Laverde                      | Aleksandr Arekeev                        | Lampre-Fondital           | Ceramica Panaria-Navigare |
| 9ª                 | Danilo Napolitano                       | Marco Pinotti                   | Alessandro Petacchi Robbie McEwen   | Luis Laverde                      | Aleksandr Arekeev                        | Lampre-Fondital           | Ceramica Panaria-Navigare |
| 10ª                | Leonardo Piepoli                        | Andrea Noè                      | Alessandro Petacchi Robbie McEwen   | Danilo Di Luca                    | Andy Schleck                             | Lampre-Fondital           | Lampre-Fondital           |
| 11ª                | Alessandro Petacchi Gabriele Balducci   | Andrea Noè                      | Alessandro Petacchi Robbie McEwen   | Danilo Di Luca                    | Andy Schleck                             | Lampre-Fondital           | Lampre-Fondital           |
| 12ª                | Danilo Di Luca                          | Danilo Di Luca                  | Alessandro Petacchi Paolo Bettini   | Danilo Di Luca                    | Andy Schleck                             | Lampre-Fondital           | Lampre-Fondital           |
| 13ª                | Marzio Bruseghin                        | Danilo Di Luca                  | Alessandro Petacchi Danilo Di Luca  | Danilo Di Luca                    | Andy Schleck                             | Lampre-Fondital           | Lampre-Fondital           |
| 14ª                | Stefano Garzelli                        | Danilo Di Luca                  | Alessandro Petacchi Danilo Di Luca  | Danilo Di Luca                    | Andy Schleck                             | Lampre-Fondital           | Lampre-Fondital           |
| 15ª                | Riccardo Riccò                          | Danilo Di Luca                  | Alessandro Petacchi Danilo Di Luca  | Leonardo Piepoli                  | Andy Schleck                             | Saunier Duval-Prodir      | Lampre-Fondital           |
| 16ª                | Stefano Garzelli                        | Danilo Di Luca                  | Alessandro Petacchi Danilo Di Luca  | Leonardo Piepoli                  | Andy Schleck                             | Ceramica Panaria-Navigare | Lampre-Fondital           |
| 17ª                | Gilberto Simoni                         | Danilo Di Luca                  | Alessandro Petacchi Danilo Di Luca  | Leonardo Piepoli                  | Andy Schleck                             | Saunier Duval-Prodir      | Lampre-Fondital           |
| 18ª                | Alessandro Petacchi Maximiliano Richeze | Danilo Di Luca                  | Alessandro Petacchi Danilo Di Luca  | Leonardo Piepoli                  | Andy Schleck                             | Saunier Duval-Prodir      | Lampre-Fondital           |
| 19ª                | Iban Mayo)                              | Danilo Di Luca                  | Alessandro Petacchi Danilo Di Luca  | Leonardo Piepoli                  | Andy Schleck                             | Saunier Duval-Prodir      | Lampre-Fondital           |
| 20ª                | Paolo Savoldelli)                       | Danilo Di Luca                  | Alessandro Petacchi Danilo Di Luca  | Leonardo Piepoli                  | Andy Schleck                             | Saunier Duval-Prodir      | Lampre-Fondital           |
| 21ª                | Alessandro Petacchi Maximiliano Richeze | Danilo Di Luca                  | Alessandro Petacchi Danilo Di Luca  | Leonardo Piepoli                  | Andy Schleck                             | Saunier Duval-Prodir      | Lampre-Fondital           |
| Classifiche finali | Classifiche finali                      | Danilo Di Luca                  | Alessandro Petacchi Danilo Di Luca  | Leonardo Piepoli                  | Andy Schleck                             | Saunier Duval-Prodir      | Lampre-Fondital           |

Maglie indossate da altri ciclisti in caso di due o più maglie vinte
- Nella 2ª e nella 4ª tappa, Vincenzo Nibali ha indossato la maglia bianca al posto di Enrico Gasparotto.
- Nella 5ª e nella 6ª tappa, Riccardo Riccò ha indossato la maglia verde al posto di Danilo Di Luca.
- Nella 13ª, 14ª e 15ª tappa, Leonardo Piepoli ha indossato la maglia verde al posto di Danilo Di Luca.

## Classifiche finali

### Classifica generale - Maglia rosa

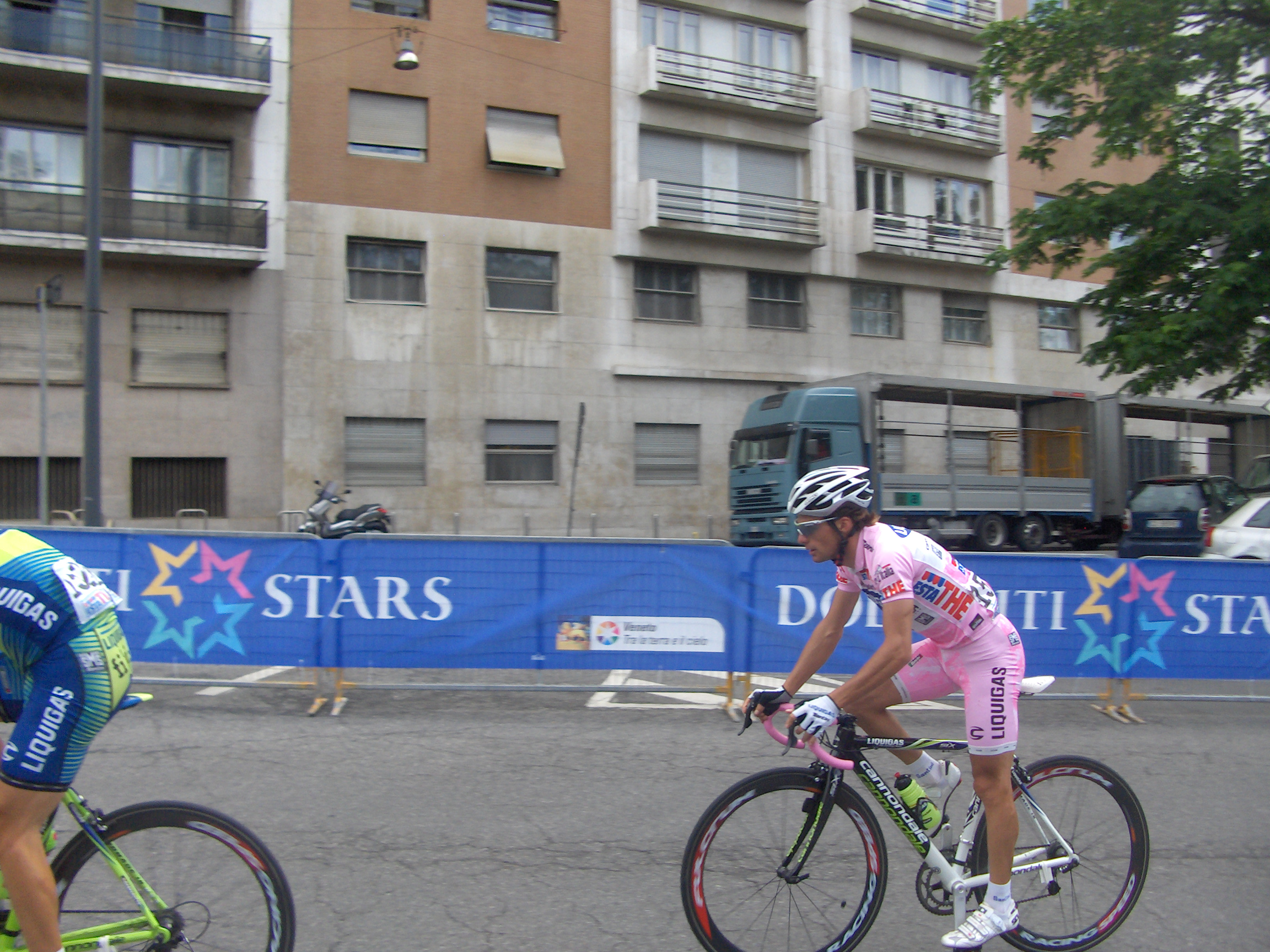
Danilo Di Luca in maglia rosa

| Pos. | Corridore         | Squadra       | Tempo     |
| ---- | ----------------- | ------------- | --------- |
| 1    | Danilo Di Luca    | Liquigas      | 92h59'39" |
| 2    | Andy Schleck      | Team CSC      | a 1'55"   |
| 3    | Eddy Mazzoleni    | Astana        | a 2'25"   |
| 4    | Gilberto Simoni   | Saunier Duval | a 3'15"   |
| 5    | Damiano Cunego    | Lampre        | a 3'49"   |
| 6    | Riccardo Riccò    | Saunier Duval | a 7'00"   |
| 7    | Evgeni Petrov     | Tinkoff       | a 8'34"   |
| 8    | Marzio Bruseghin  | Lampre        | a 10'14"  |
| 9    | Franco Pellizotti | Liquigas      | a 10'44"  |
| 10   | David Arroyo      | C. d'Epargne  | a 11'58"  |

### Classifica a punti - Maglia ciclamino
| Pos. | Corridore           | Squadra       | Punti |
| ---- | ------------------- | ------------- | ----- |
| SQ   | Alessandro Petacchi | Milram        | 185   |
| 1    | Danilo Di Luca      | Liquigas      | 130   |
| 2    | Paolo Bettini       | Quick Step    | 120   |
| 3    | Maximiliano Richeze | Cer. Panaria  | 107   |
| 4    | Leonardo Piepoli    | Saunier Duval | 93    |

### Classifica scalatori - Maglia verde
| Pos. | Corridore         | Squadra       | Punti |
| ---- | ----------------- | ------------- | ----- |
| 1    | Leonardo Piepoli  | Saunier Duval | 79    |
| 2    | Fortunato Baliani | Cer. Panaria  | 46    |
| 3    | Danilo Di Luca    | Liquigas      | 45    |
| 4    | Gilberto Simoni   | Saunier Duval | 41    |
| 5    | Riccardo Riccò    | Saunier Duval | 36    |

### Classifica giovani - Maglia bianca
| Pos. | Corridore          | Squadra       | Tempo     |
| ---- | ------------------ | ------------- | --------- |
| 1    | Andy Schleck       | Team CSC      | 93h01'34" |
| 2    | Riccardo Riccò     | Saunier Duval | a 5'05"   |
| 3    | Domenico Pozzovivo | Cer. Panaria  | a 22'00"  |
| 4    | Vincenzo Nibali    | Liquigas      | a 29'47"  |
| 5    | Branislaŭ Samojlaŭ | Acqua & Sap.  | a 32'24"  |